# Ann Walker
Ann Walker (20 de mayo de 1803–25 de febrero de 1854) fue una terrateniente inglesa originaria de West Riding de Yorkshire. Junto a su pareja, Anne Lister, son las primeras mujeres que se sabe celebraron una boda del mismo sexo, sin reconocimiento legal, en la Iglesia de la Santísima Trinidad de York en 1834.

## Primeros años
Ann Walker nació el 20 de mayo de 1803 en Lightcliffe, West Riding de Yorkshire, hija de John y Mary Walker (Edwards de soltera). Fue bautizada en la Vieja Iglesia de San Mateo, en Lightcliffe y vivió sus primeros años en Cliffe Hill con sus padres, sus hermanas Mary y Elizabeth, y su hermano John, hasta que la familia se mudó a Crow Nest cuando tenía seis años. Su hermana Mary murió en 1815. Cuando murió su padre el 29 de abril de 1823 Ann tenía 19 años. Ese mismo año murió su madre, el 20 de noviembre de 1823, cuando Ann tenía ya 20 años. El hermano menor de Ann, John, heredó Crow Nest, la finca familiar. A finales de octubre de 1823, su hermana Elizabeth se casó con el Capitán George Mackay Sutherland y se mudaron a Ayrshire. Posteriormente, tras la muerte de su hermano John en 1830, Ann y su hermana Elizabeth se convirtieron en las únicas herederas de Crow Nest, lo cual les aportó una riqueza considerable. Ann siguió viviendo en las propiedades de Crow Nest durante sus años 20, hasta 1831-1832 cuando se trasladó a Lidgate, una casa más pequeña dentro de la finca. Fue allí en Lidgate donde Anne Lister empezó a cortejar a Ann Walker tras recuperar el contacto el 6 de julio de 1832.

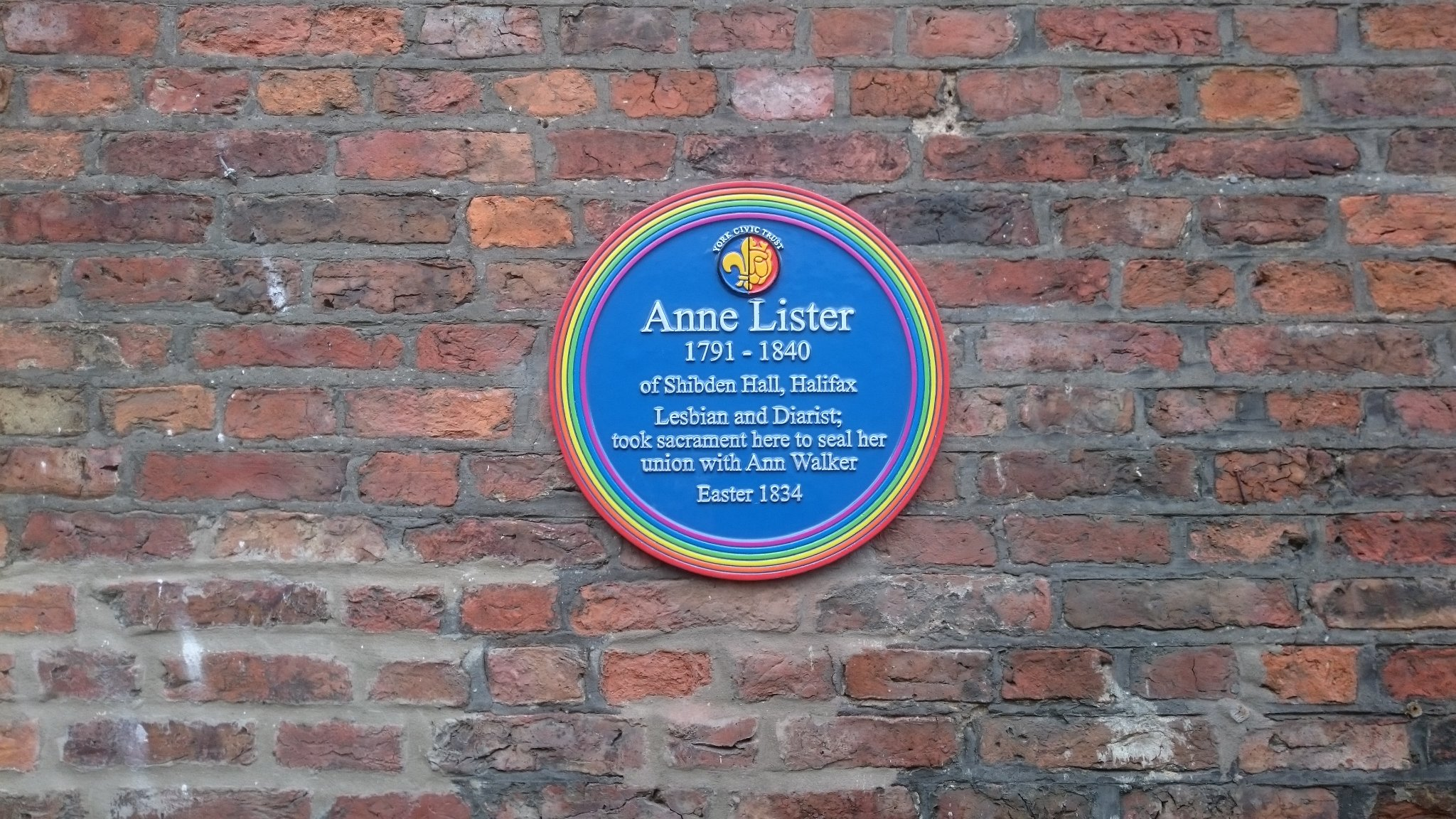
La placa del arco iris en York, Reino Unido, dedicada a la unión de Anne Lister con Ann Walker como se vio en mayo de 2019

## Matrimonio
Walker y Lister vivieron en propiedades cercanas durante años y habían coincidido ocasionalmente. Sin embargo, no fue hasta 1832 que se involucraron en una relación romántica y sexual. Esta relación se intensificó en los siguientes meses y el 27 de febrero de 1834 Ann Walker y Anne Lister intercambiaron anillos como símbolo de su compromiso mutuo. Tomaron la comunión juntas en la Iglesia de la Santísima Trinidad (York) el Domingo de Resurrección (30 de marzo) de 1834 para sellar su unión, considerándose a partir de ese momento como casadas. El edificio dónde tuvo lugar esta unión ahora tiene una placa azul conmemorativa. Tras esta ceremonia, vivieron juntas en Shibden Hall, la casa familiar de Lister. La pareja viajó extensamente hasta la muerte prematura de Lister en Georgia en 1840. Walker mandó embalsamar el cuerpo de Anne Lister para poderlo traer de vuelta a Inglaterra. Tardó seis meses en poder volver con el cuerpo de Lister para que pudiera recibir sepultura en el panteón familiar en Halifax. El testamento de Anne Lister dejó un usufructo vitalicio para Ann Walker sobre Shibden Hall y todas sus propiedades.

## Fe y filantropía
Para Ann Walker su fe cristiana tenía una gran importancia, igual que sus obras filantrópicas. Acudió regularmente durante toda su vida a la Iglesia de San Mateo en Lightcliffe, y también leía plegarias y la Biblia a su familia y sirvientes los domingos. Creó su propia escuela dominical para niños, ya que siempre sintió un gran aprecio por la infancia. También procuró cuidar bien de sus sirvientes, como evidencia una carta que envió a casa mientras viajaba en 1840 en la que detallaba los regalos que debían ser entregados en su ausencia a cada uno de ellos con motivo de la Navidad.

## Salud mental
Ann Walker se enfrentó a problemas de salud mental a lo largo de su vida. Tenía tendencia a la ansiedad y a caer en episodios depresivos, los cuales parecían estar relacionados con su fe religiosa. En 1843, tres años después de la muerte de Anne Lister, fue declarada "loca" y trasladada a la fuerza a un manicomio en York. Más tarde logró volver a las propiedades familiares en Lightcliffe, para vivir en Cliffe Hill hasta su muerte en 1854.

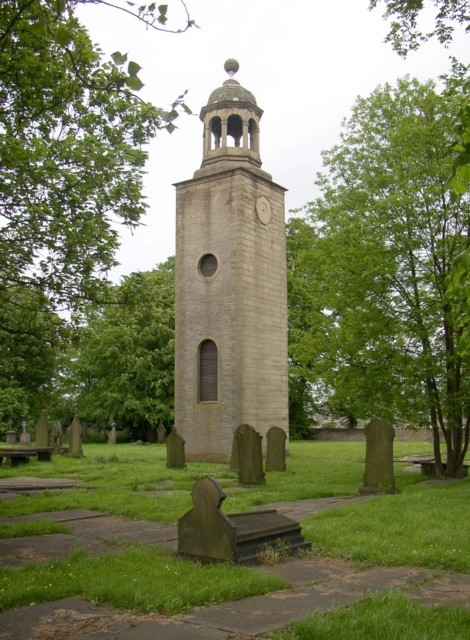
Torre de la antigua iglesia de San Mateo, donde ahora cuelga la placa de Ann

## Muerte
Ann Walker murió el 25 de febrero de 1854, a la edad de 50 años. Según su certificado de defunción, la causa de su muerte fue "congestión del cerebro, derrame". Fue enterrada bajo el púlpito de la Antigua Iglesia de San Mateo, en Lightcliffe.